# エストラゴール
エストラゴール(Estragole)は、フェニルプロペンの一種で天然に存在する有機化合物である。p-アリルアニソール(p-allylanisole)、メチルカビコール(Methyl chavicol)とも呼ぶ。メトキシ基とプロペニル基で置換されたベンゼン環の構造を持つ。アネトールとは、二重結合の位置が異なる異性体である。無色の液体であるが、不純物を含むサンプルは黄色を呈する。テレピン油、アニス、フェンネル、ローリエ、タラゴン、バジル等の様々な植物に含まれ、香料の製造に用いられる 。

## 製造
バジルの水蒸気蒸留により、毎年数百トンのバジル油が製造されている。この油の主成分はエストラゴールであるが、かなりの量のリナロールも含まれる。タラゴンの精油にもエストラゴールは60-75%含まれる。また、松根油、テレピン油、フェンネル、アニス(2%)等にも存在する。
エストラゴールは、香水や香料に用いられる。水酸化カリウムで処理すると、アネトールに変換される。またエストラゴールはマグノロールの合成に用いられる。

## 安全性
欧州医薬品庁のハーブ薬委員会（HMPC）によると、エストラゴールには発癌性や遺伝毒性があると考えられている。いくつかの研究では、代謝、代謝活性、共有結合のプロファイルは量に依存し、曝露レベルが減少すると相対的な重要性が著しく減少する（つまり、これらは量との間で線形にならない）ことが明確に示されている。特に、ネズミの実験は、これらの事象が、この物質に対し予想されるヒトの曝露の約100-1000倍に当たる、体重1kgあたり1-10mgの用量範囲において最小であることを示している。これらの理由から、通常のハーブ薬の摂取（薬量学の推奨による成人の短期間の使用）によるエストラゴールの曝露では、大きな癌リスクは認められないと結論付けられている。幼児、妊婦、授乳中の女性等の感受性の高いグループのエストラゴールへの曝露は、最小限に留めるべきである。欧州委員会の健康及び消費者保護総合理事会の食品科学委員会は、より憂慮を示す立ち位置を取り、「エストラゴールには遺伝毒性と発癌性が示されている。閾値の存在は想定されておらず、委員会は安全な曝露基準を確立できない。従って、曝露の削減と使用レベルの制限が指示される」と結論付けている。